# さいたま市立美園南中学校
さいたま市立美園南中学校（さいたましりつ みそのみなみちゅうがっこう）は、埼玉県さいたま市緑区にある公立中学校。

## 沿革
- 2019年4月5日 - さいたま市立美園中学校学区内のみそのウイングシティエリアの生徒数増加により、美園南部地域を学区に開校。区画整理事業策定時に用地がすでに確保されていた。しかし、校舎建設の請負業者である特定共同企業体のうちの1社が破産したために校舎の完成が開校までに間に合わず、1年生は美園小学校の仮設校舎内、 2年生・3年生は美園中学校の校舎内に教室を確保して授業を受けることになった。校舎は7月31日に完成し、2学期から全学年揃って本来の校舎で授業を受ける。さいたま市内の新しい公立中学校は、さいたま市立浦和中学校（中高一貫併設校）以来12年ぶり[1]。なお同時期にさいたま市立大宮国際中等教育学校（中高完全一貫校）、さいたま市立美園北小学校も開校した。
- 2019年8月27日 - この日の2学期の始業式から、全学年揃って本来の校舎で授業を開始する。
- 2023年2月1日 - 日本教育工学協会（JAET）の2022年度学校情報化優良校に認定された。

## 学校設備
- 校舎 - ３階建て　エレベーター完備　自動販売機完備

- 校庭
- テニスコート
- 体育館
- 屋外プール（屋上）
- 武道場「翔勇館」

## 避難場所
- 地震・洪水・崖崩れ

## 学区
- 緑区美園5・6丁目、東大門1～3丁目、大字下野田のうち国道463号バイパスより南側の区域、大字間宮のうち東北自動車道より東側の区域、大字大門のうち東北自動車道より東側で、国道463号バイパスより南側の区域

## 校歌[2]
- 作詞：金沢 智恵子
- 作曲：橋本 祥路

## アクセス
- 埼玉高速鉄道線浦和美園駅から徒歩18分。